# Guards Grave
Guards Grave is een Britse militaire begraafplaats met gesneuvelden uit de Eerste Wereldoorlog gelegen in de gemeente Villers-Cotterêts in het Franse departement Aisne.
De begraafplaats werd ontworpen door Herbert Baker en ligt in het Forêt de Retz, in een diepte naast de weg, op ruim 3 km ten noorden van het centrum van de gemeente (Église Saint-Nicolas). Ze heeft een rechthoekig grondplan met een oppervlakte van 204 m² en wordt grotendeels omsloten door een muur opgetrokken uit geloven keien en afgedekt met blokken witte natuurstenen. Het Cross of Sacrifice staat op het niveau van de straat waarna een trappartij met een zestiental treden afdaalt naar het terrein met de graven.
Er liggen 98 Britten begraven waaronder 20 niet geïdentificeerde. De grafzerken staan naast elkaar tegen de omgevende muur opgesteld.
De begraafplaats wordt onderhouden door de Commonwealth War Graves Commission.

## Geschiedenis
Op 1 september 1914 was in het Forêt de Retz een achterhoedegevecht van de 4th (Guards) Brigade gaande. In de nasleep van deze gevechten werden veel van de gesneuvelde manschappen van de Guards door de bewoners van Villers-Cotterêts begraven. 
Toen dit gebied twee maanden later door Britse troepen werd heroverd werd de begraafplaats door de Irish Guards aangelegd en bevatte dan 93 graven waaronder 20 niet geïdentificeerde. Na de wapenstilstand werden nog 4 officieren en 1 soldaat van de Guards bijgezet.
Iets ten noorden van de begraafplaats aan de weg naar Vivières staat een gedenkteken voor de manschappen van de Coldstream, Grenadier en Irish Guards die omkwamen of dodelijk gewond werden tijdens dit achterhoedegevecht. Het monument, dat in 1922 werd onthuld, werd daar geplaatst onder impuls van mevr. Edward Cecil, de moeder van kapitein George Edward Cecil van de Coldstream Guards die tijdens de gevechten op 1 september sneuvelde en op de begraafplaats begraven ligt.

### Minderjarige militair
- korporaal Thomas Frederick Ayers (Grenadiers Guards) was 17 jaar toen hij op 1 september 1914 sneuvelde.